# Cordillera Central (Hispaniola)
Die Cordillera Central ist eine Gebirgskette der Insel Hispaniola und befindet sich größtenteils auf dem Gebiet der Dominikanischen Republik. In ihr entspringen die längsten und wichtigsten Flüsse Hispaniolas: der Artibonite, der Río Yaque del Norte, der Río Yaque del Sur und der Río Yuna. 
Das Gebirge geht ursprünglich auf eine Vulkankette zurück. Es erstreckt sich in nordwestlich-südöstlicher Ausrichtung von der Halbinsel Saint-Nicolas in Haiti, in der Dominikanischen Republik von Restauración und der Loma de Cabrera aus bis in die Nähe von Baní und San Cristóbal. Bezüglich der östlichen Ausdehnung des Gebirges gibt es allerdings unterschiedliche Ansichten: Einige Geografen stehen auf dem Standpunkt, es erstrecke sich von Ost nach West vom Cabo Engaño bis zur Grenze. Andere hingegen gehen von einer reinen nordwestlich-südöstlichen Ausrichtung aus und bezeichnen den Ausläufer, der sich weiter nach Osten ausdehnt, als Cordillera Oriental oder El Seibo.   
Der höchsten Berge sind der Pico Duarte mit 3098 m, La Pelona mit 3097 m, La Rusilla mit 3029 m, Monte Mijo mit 2200 m und der Monte Tina mit 2059 m. 